# Харджами
Харджами (груз. ხარჯამი) — село в Грузии, на территории Адигенского муниципалитета края (мхаре) Самцхе-Джавахети.

## География
Село находится в южной части Грузии, на южном склоне Месхетского хребта, на правом берегу реки Кархухи (левый приток реки Оцхе), на расстоянии 11 километров (по прямой) к северо-востоку от посёлка городского типа Адигени, административного центра муниципалитета. Абсолютная высота — 1186 метров над уровнем моря.

## Население
По результатам официальной переписи населения 2014 года, в Харджами проживало 137 человек (75 мужчин и 62 женщины). В национальной структуре населения грузины составляли 99,3 %, русские — 0,7 %.
| Год  | Население, человек |
| ---- | ------------------ |
| 2002 | 182                |
| 2014 | ↘ 137              |